# Wierum (Friesland)
Wierum (Friese uitspraak: [’vi.ərəm]) is een dorp in de gemeente Noardeast-Fryslân, in de provincie Friesland. Wierum ligt ten noordoosten van Ternaard en ten noordwesten van Oosternijkerk. Het dorp ligt tegen de Waddenzeezeedijk, die in een bocht om het dorp heenloopt. Het dorp is via de Wierumer Opvaart aangesloten op de Paesens. Langs de dijk loopt de Dijkvaart.
Het dorp Wierum fungeert als startpunt van wadlooptochten naar de Engelsmanplaat. In 2023 telde het dorp 305 inwoners.

## Geschiedenis
Wierum is ontstaan op een brede terp die in de vroege Middeleeuwen werd opgeworpen op een kwelderwal. De terp werd door stormen geteisterd door de zee waar het dichtbij lag. Uiteindelijk verdween het noordoostelijke deel van de rechthoekige terp in zee. De plaats werd in 1335 vermeld als Weyrum en in de 15e eeuw als Werum, Wierom en Wierum. Waarschijnlijk is de plaatsnaam een verbastering van het Oudfriese woord werve -> werf, een voor bewoning opgeworpen hoogte.
Van oudsher was Wierum een vissersdorp. Tot in de 19e eeuw vormde de visserij een belangrijke bron van inkomsten. Op 1 december 1893 vergingen 13 van de 17 vissersboten tijdens een zware sneeuwstorm. Daarbij kwamen 22 vissers om het leven. Een vissersmonument bij de zeedijk herinnert aan deze gebeurtenis.
Voor de gemeentelijke herindelingen in 1984 behoorde het tot de gemeente Westdongeradeel, daarna tot de gemeente Dongeradeel, waarna deze in 2018 opging in de gemeente Noardeast-Fryslân.

## Kerken

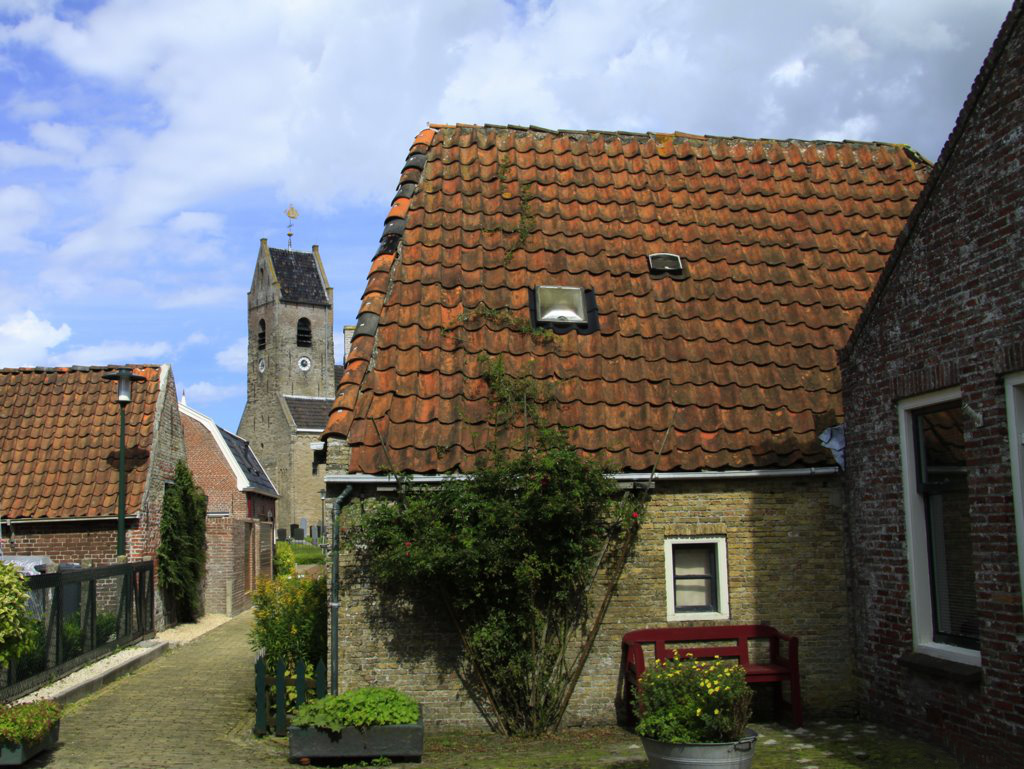
De Mariakerk

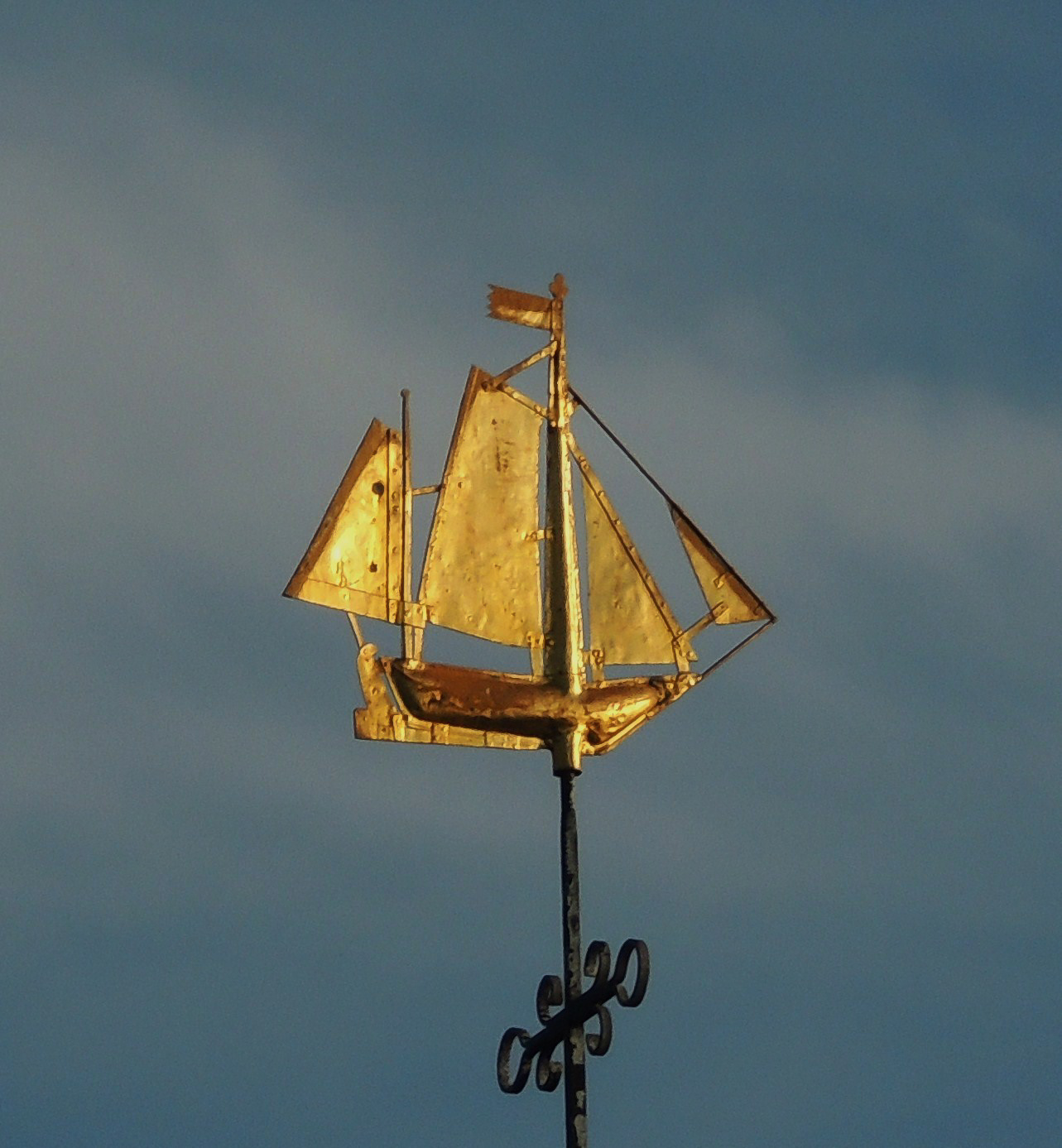
Windvaan van de Mariakerk, geen haan maar een tweemast schokker

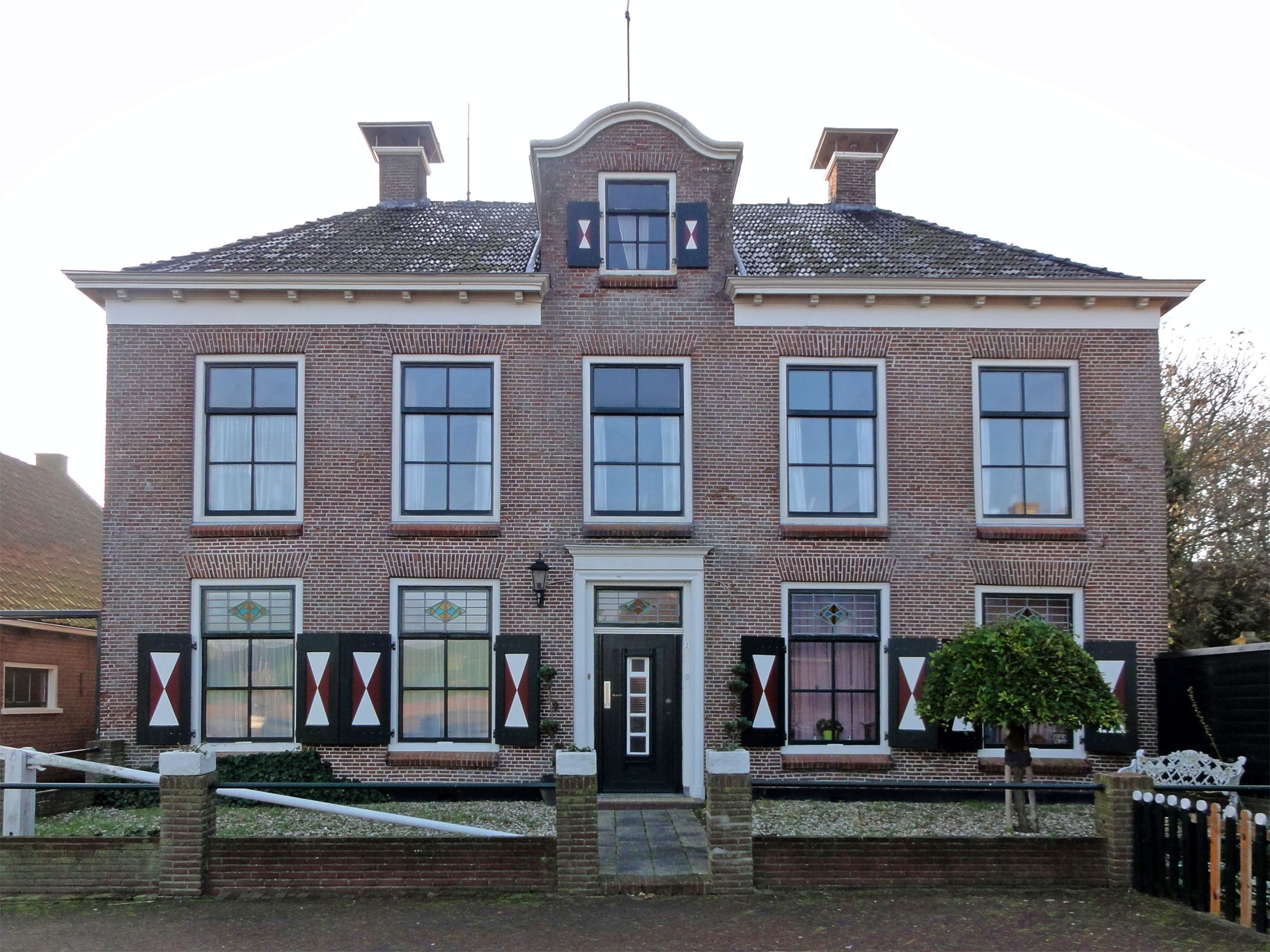
Waterschapshuis

Op de terp staat de rond 1200 gebouwde Mariakerk. Het grootste deel van deze kerk is in de 20e eeuw vervangen door nieuwbouw, alleen de toren aan de westzijde van de kerk is in de oorspronkelijke staat gebleven. In de loop der tijd is de noordoostelijke zijde van het dorp door overstromingen in zee verdwenen. De kerk stond oorspronkelijk in het midden van het dorp maar door de eerder genoemde stormen is de kerk aan de rand van het dorp tegen de Zeedijk komen te liggen. De windvaan op de kerktoren, in de vorm van een aak, herinnert aan het visserijverleden van het dorp.
Bij de kerk staat een standbeeld van een wjirmdolster, een pierensteekster. Dit beeld herinnert aan de periode van de zeevisserij, waarbij vrouwen van het dorp zeepieren zochten op het wad voor de visvangst.
De andere kerk van het dorp was een Gereformeerde kerk uit 1875. Deze kerk werd in 2002 verkocht en in 2003 werd het de Museumkerk Eben-Haëzer.

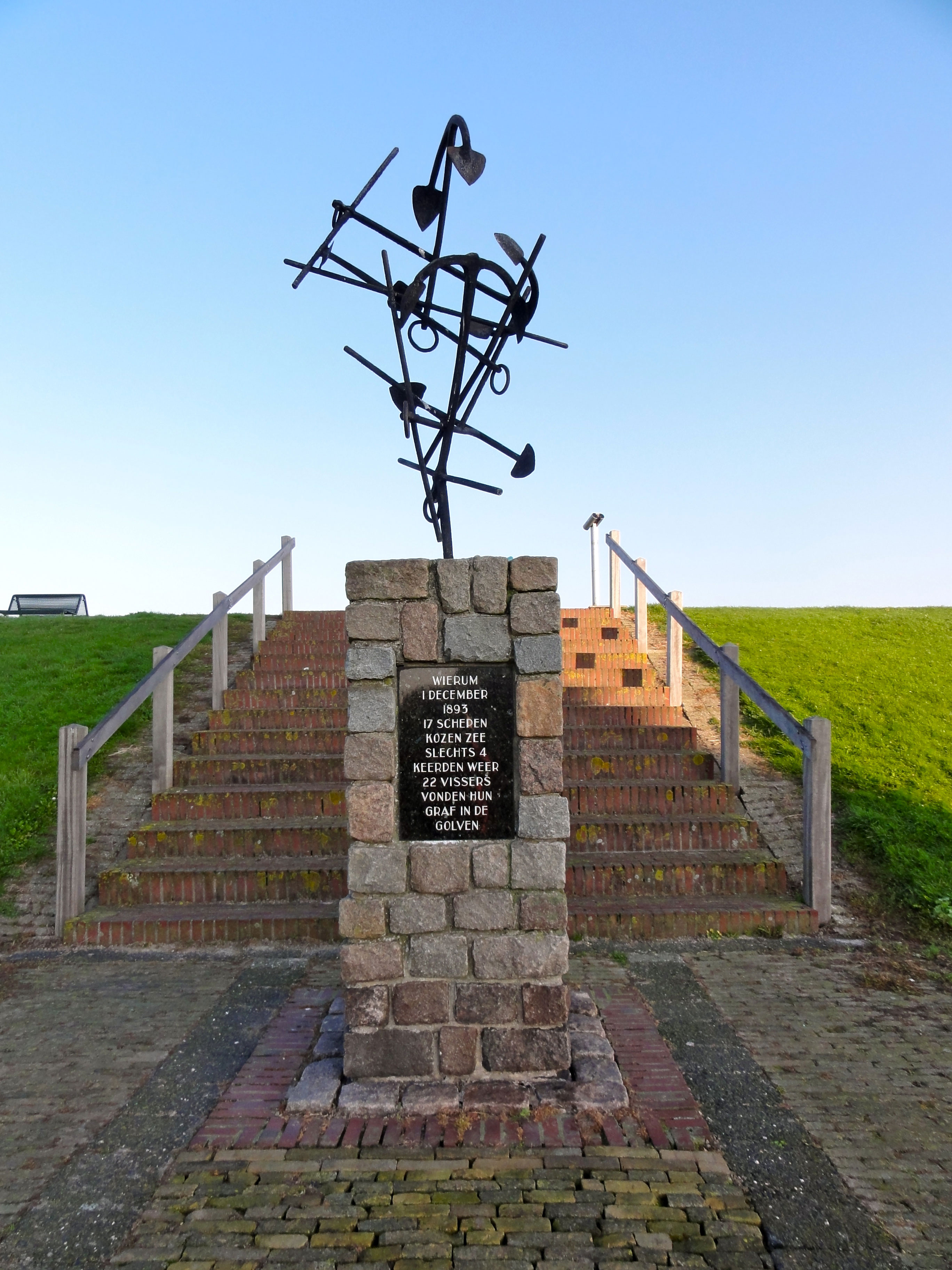
Het vissersmonument bij de zeedijk van Wierum, ter nagedachtenis aan de in 1893 omgekomen vissers
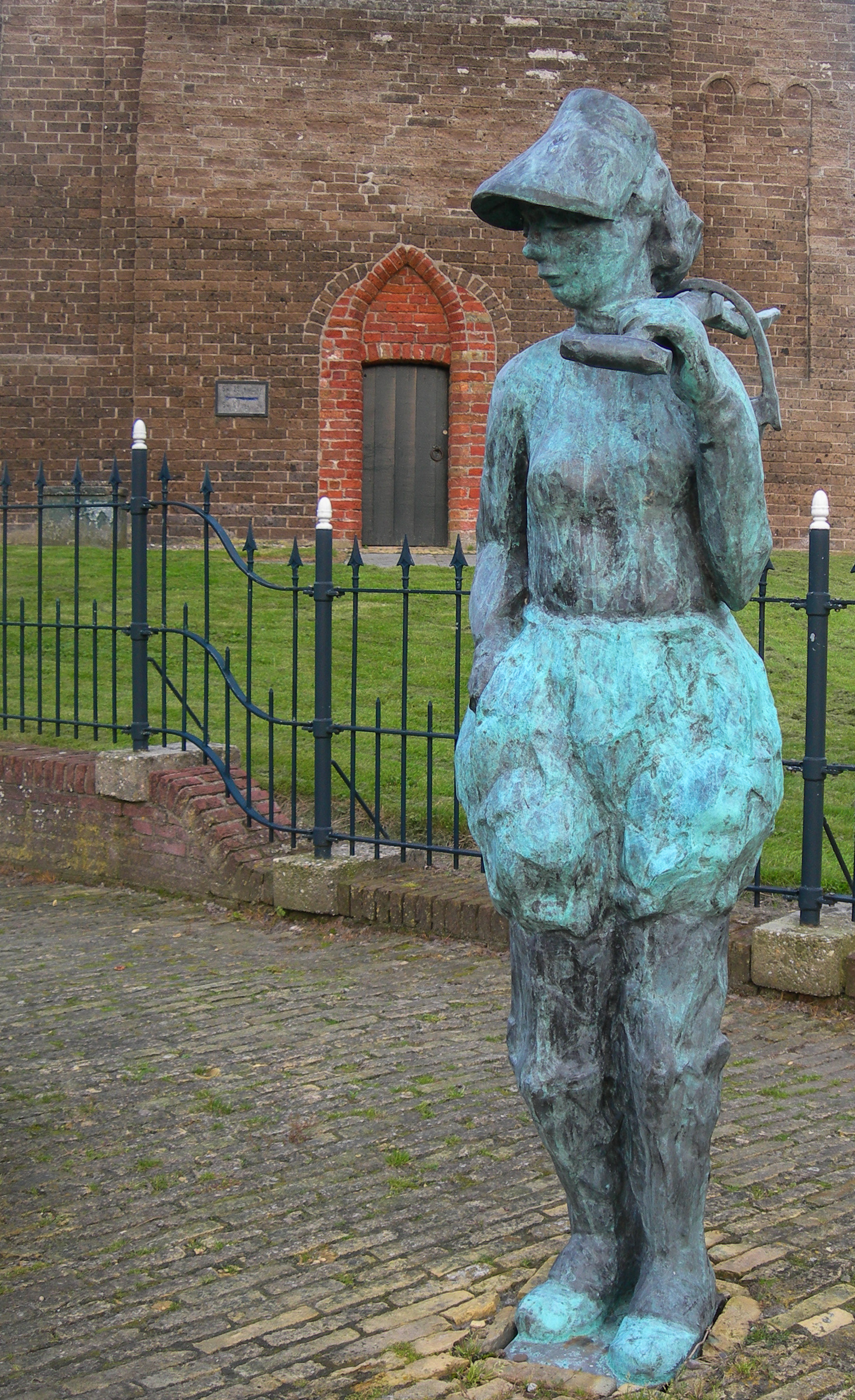
De wjirmdolster (pierensteekster) in Wierum
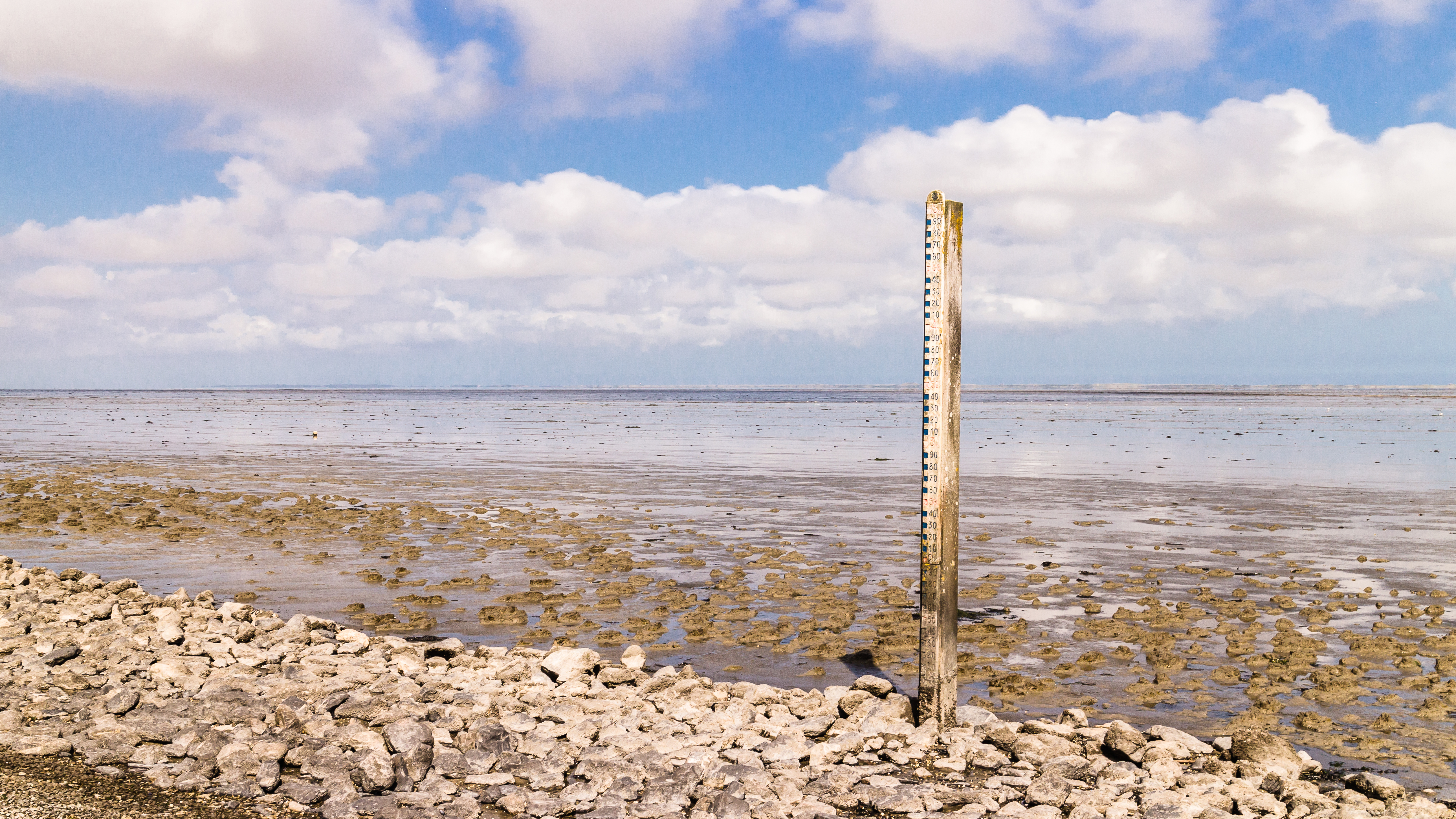
Peilschaal buitengaats.

## Sport
Het dorp heeft een kaatsclub, gymnastiekvereniging en een biljartclub. 

## Cultuur
Het dorp heeft een dorpshuis, De Pipenâle geheten. Daarnaast heeft het dorp een toneelvereniging en het popkoor Gewoan Oars.

## Bekende (oud-)inwoners
De schrijver David Cornel DeJong (1905-1967) schreef over zijn jeugd in Wierum, zowel fictief en autobiografisch.

## Geboren in Wierum
- Meindert DeJong (1901-1991), schrijver